# Canal du Midi
Het Canal du Midi (Letterlijk: Kanaal van het Zuiden) is een 250 km lang kanaal door Frankrijk tussen Toulouse en de Middellandse Zee. De waterweg heette oorspronkelijk Canal royal de Languedoc (Koninklijk kanaal van Languedoc), maar werd hernoemd tijdens de Franse revolutie.

## Ligging
Het loopt door de regio Occitanië. Het kanaal begint in de gekanaliseerde Garonne (Canal de Garonne) bij Toulouse en mondt uit in het Étang de Thau nabij de vissersplaats Sète. Nabij Sallèles-d'Aude werd een korte aftakking van het kanaal gegraven naar de Aude, en vanaf daar het Canal de la Robine richting Narbonne en Port-la-Nouvelle aan de Middellandse Zee.

## Geschiedenis
De Romeinen en Leonardo da Vinci hadden al een idee voor een kanaal door Frankrijk opgevat, maar altijd rees hetzelfde probleem op: het overwinnen van de heuvelrug in de droge Languedocprovincie. In de zeventiende eeuw nam de druk toe om de één maand durende en tweeduizend kilometer lange omweg rond het vijandige Spanje te vermijden. Het kanaal werd uiteindelijk aangelegd door Pierre-Paul Riquet en de Italiaan François Andréossy in de periode 1667-1680.
De waterweg werd in het Languedocgebied gevoed door een 30 km lang voedingskanaal. Ook werd het Lac de Saint-Ferréol aangelegd, het grootste stuwmeer van die tijd. Het kanaal heeft nog vele andere kunstwerken, zoals trapsluizen, aquaducten, een tunnel etc. Daarom werd het in 1996 toegevoegd aan de werelderfgoedlijst van UNESCO. Beroemd zijn het aquaduct of "pont-canal" bij Béziers, dat de Orb overspant, de sluizentrappen van Fonserannes (negen sluizen) en Castelnaudary (vier sluizen) en de ronde sluis te Agde die het kanaal ook verbindt met de Hérault.

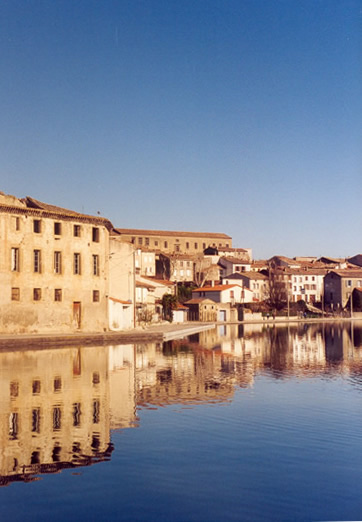
Het kanaal bij Castelnaudary
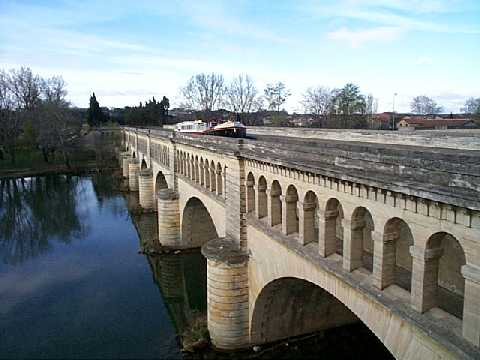
De kanaalbrug Orb leidt het Canal du Midi over de Orb